# Имобилизација (медицина)
Имобилизација, непокретност (лат. immobilis — „непокретан”) једна је од медицинских процедура, којом се тело или удови постављају у принудни положај или стање мировања, ради његове поштеде, бржег зарастања рана и смањивања бола. Иако је једна од најстаријих медицинских поступака, као облик збрињавања повређених особа, стандардна примена имобилизације започета је тек почетком 20. века.
Мада је развој савремених оперативних техника, потпомогнут открићем антибиотика, средином 20. века довео до значајних промена у приступу лечењу повреда локомоторног система и даље је  конзервативни приступу лечење повреда и других стања без примене имобилизације незамислив, као примарна и главна метода лечења. Тиме у савременој оперативној хирургији имобилизација постаје помоћна метода, која треба да осигура, побољшава и убрза успех оперативног лечења.
Имобилизација као метода у 21. веку непрестано се допуњује новим приступима и помагалима, а појава нових (софистициранијих) средстава и материјала омогућава да се класични поступци имобилизације спроведу брже, једноставније, јефтиније и за болесника прихватљивије.
Имобилизација може бити привремена, транспортна (до места примене одговарајућег лечења) или трајна (до излечења). У болничком лечењу прелома кости на удовима имобилизација се може комбиновати са екстензијом.

## Индикације
Индикације
Најчешће индикације за имобилизацију су:
- Све врсте и типови прелома костију
- Повреде кичме и карлице
- Ишчашења (луксација) зглобова
- Топлотна повреде удова
- Повреде тетива и периферних живаца
- Повреде великих крвних судова
- Тешка повреда меких ткива удова
- Све склопетарне и експлозивне ране

## Циљеви
Примерни циљеви имобилизације су:
- спречавање даљег бола.[7]
- спречавање, да сломљена кост оштети интегритет коже (или да се затворени прелом не претвори у отворени),
- даље спречавање оштећења нерава и/или великих крвних судова (како од некомпликованог не би настао компликовани прелом),
- очување претходно успостављене хемостазе мањих крвних судова,
- спречавање ширење примарне инфекције у животну средину,
- стварање услова за нормалну циркулацију постављањем тела или удова у физиолошки положај,
- брже и успешнија рехабилитација повреде.

## Принципи
Основни принципи који се морају строго поштовати у току имобилизације су:
- Обавезна, имобилизација најмање два суседна зглоба. Имобилизација је добро постављена само ако се учине непокретним два суседна зглоба.
- Да се имобилисани уд постави у неутрални (физиолошки) положај (шака полусавијена, лакат савијен под углом од око 75 степени, колено полусавијено, стопало савијено под правим углом у односу на потколеницу). Уколико се повређени уд налази у присилном положају у таквом положају се имобилише.
- Да су меки делови тела заштићени (углавном ватом, завојем или деловима одеће). Удлаге за имобилизацију се уз тело учвршћују повескама начињеним од троуглих марама, завоја или делова одеће, при чему се чворови повеска везују изнад удлаге, а никако изнад незаштићених делова уда.
- Да су оштећене делове (ране), обавезно заштићени стерилном газом.
- Да се у случају крварења, пре постављања имобилизације, најпре стави компресивни завој.
- Да је повређени уд поставити у лако елевиран положај (како би се спречио оток и обезбедила ефикасна циркулација)
- Да су врхови прстију (имобилисаног уда) увек видљиви (због процене неуро-васкуларног статуса ниже од места повреде).
- Да имобилизацију повреда кичме, карлице и већих костију врши више спасилаца.

## Облици

### Привремена имобилизација
Привремени имобилизација је ограничена у времену, и најчешће се примењује на месту повређивања и у току транспорта повређеног до здравствене установе где ће му бити указана дефинитивни третман.
У зависности од локализације, врсте и тежине повреде и средства доступних на месту повређивања, имобилизација се може извести коришћењем приручних или стандардних средства.
Имобилизација приручним средствима.
У недостатку фабричких средстава, на месту повређивања користе се приручна средства (дашчице, троугласта марама, каиш, и други предмети који се могу наћи на лицу места, чији избор и начин постављања зависи од сналажљивости особе која повређеном пружа прву помоћ.
Приручна средства изабрана за имобилизацију треба да имају подесан облик, и одговарајућу чврстину и дужину. Средства за имобилизацију се облажу меком тканином (вата, завој, делови одеће) или се стављају преко одеће унесрећеног или уз претходно постављене подлошке од меке тканине на угрожено место.
Имобилизација стандардним средствима
Медицинске екипе које указују хитну медицинску помоћ повређеног опремљене су фабрички произведеним удлагама-шинама (томасова, камерова, дитрихсова) од лако савитљиве жице која се лако моделира, оковратницима и ваздушним јастуцима за имобилизацију удова и кичме.
Транспортна имобилизација
Транспортна имобилизација је стављање једног дела тела у стање мировања током транспорта ради спречавања накнадних повреда и болова. Транспортна имобилизација се врши: 
- ручним средствима (даска, летва, шал, пиштољ и сл.) која се причвршћују за повређени екстремитет, тело (даска у случају прелома кичме) и сл.; </nowiki>
- стандардним средствима, транспортним удлагама, завојем (нпр повеском мандибуле у случају прелома доње вилице)

### Дефинитивна имобилизација
Дефинитивна имобилизација примењује се као основни терапијски приступ (нпр у лечењу прелома) или као
додатни терапијски приступ (нпр након репозиције ишчашеног зглоба, повређеног меког ткива, структура зглоба), након реконструкцију тетива и нерава) или након великих реконструкција меких ткива и коже, (како се не би угрозили резултати операције).
Дефинитивна имобилизација може да се изведе гипсаним повескама (самостално или заједно са пластични материјалима) и тракцијом-екстензијом.